# Sinoconodon
Sinoconodon foi um mammaliaforme pré-histórico e ancestral dos mamíferos, mas não era um mamífero verdadeiro e possuía muitas características de réptil. Ele viveu no período Jurássico e deve ter sido caçado por dinossauros carnívoros.